# دیوید رابرتسون (بازیکن بیسبال)
دیوید رابرتسون (انگلیسی: David Robertson؛ زادهٔ ۹ آوریل ۱۹۸۵) بازیکن بیس‌بال اهل ایالات متحده آمریکا است.
از باشگاه‌هایی که در آن بازی کرده‌است می‌توان به نیویورک یانکیز اشاره کرد.
وی در مسابقات کشوری و بین‌المللی در مجموع برندهٔ ۱ مدال طلا، ۱ مدال نقره شده‌است.